# NGC 1345
NGC 1345 ist eine Balken-Spiralgalaxie vom Hubble-Typ SBc im Sternbild Eridanus am Südsternhimmel. Sie ist Teil des Eridanus-Galaxienhaufens, einer Ansammlung von rund 70 Galaxien in etwa 85 Millionen Lichtjahren Entfernung.
Entdeckt wurde das Objekt am 11. Dezember 1835 von John Herschel.